# Knorpel-Haar-Hypoplasie

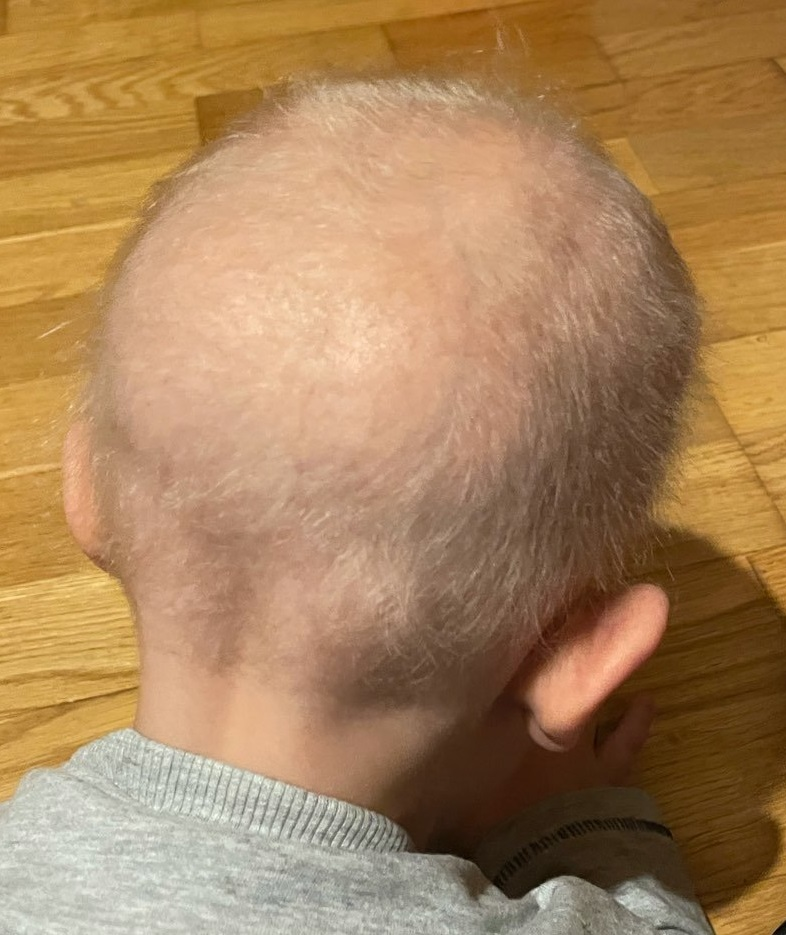
Ungeschnittene Haare eines Dreijährigen mit Knorpel-Haar-Hypoplasie.

Knorpel-Haar-Hypoplasie (engl. Cartilage-Hair Hypoplasia) ist eine Form des disproportionierten Kleinwuchses. Sie wird durch eine Genveränderung verursacht, durch die sowohl das Wachstum der Röhrenknochen beeinträchtigt ist, als auch diverse andere Störungen wie vermindertes Haarwachstum oder ein anfälliges Immunsystem verursacht werden können.
Da der Phänotyp sehr stark variieren kann, werden Knorpel-Haar-Hypoplasie (CHH), anauxetische Dysplasie (AD), und Metaphysäre Dysplasie ohne Hypotrichose (MDWH) als Knorpel-Haar-Hypoplasie-anauxetische-Dysplasie-Spektrum-Störung zusammengefasst.
Ein anderer geläufiger Name ist Metaphysäre Chondrodysplasie Typ McKusick. Die Krankheit wurde zuerst von Victor Almon McKusick in einer Amish Population beschrieben.

## Symptome
Durch sehr unterschiedliche Ausprägungen ist einzig der Kleinwuchs ein sicher auftretendes Symptom.
Für die leichteren Formen CHH und MDWH wird in der Literatur dabei eine Spanne von 103 cm bis 149 cm angegeben. Die Größenbereich ist damit vergleichbar mit der der Achondroplasie/Hypochondroplasie, wobei die Disproportionalität bei der Knorpel-Haar-Hypoplasie nicht so stark zum Tragen kommt.

### Knorpel-Haar-Hypoplasie (CHH)
- milder bis schwerer disproportionierter Kleinwuchs (100 %), Auftreten vorgeburtlich in 76–93 %
- kurze Finger und Zehen
- sehr feine, blonde Haare (89–93 %)
- varus-deformierte Gliedmaßen (77 %)
- schlaffe Bänder mit Hypermobilität der Gelenke (in 87 %)
- eingeschränkte Bewegung der Ellenbogen (83 %)
- Immundefizienz (88 %)
- Anämie (79 %) die im Laufe der Kindheit verschwindet

### Metaphysäre Dysplasie ohne Hypotrichose (MDWH)
- ähnliche Symptome wie die Knorpel-Haar-Hypoplasie, aber mit normalem Haarwuchs
- Keine Immundefizienz oder Anämie

### Anauxetische Dysplasie (AD)
- vorgeburtliches Auftreten extremen dysproportionierten Kleinwuchses (100 %)
- Glockenthorax mit Hyperlordose und Kyphose
- Hüftfehlstellung
- Halswirbel-Subluxation, was zu einer Kompression der Halswirbelsäule führt
- kleines Gesicht und Makroglossie
- anormales Zahnwachstum
- geringe geistige Behinderung[5][6]

## Ursache
Die Ursache der Symptome liegt in einer Mutation auf dem RMRP-Gen auf Chromosom 9 an Genort p13.3.
Die Vererbung erfolgt autosomal-rezessiv. Für ein Auftreten der Symptome müssen beide Allele eine Störung aufweisen.
Bei einer Neumutation (Familien ohne bisher berichtete Fälle) weisen beide Allele in der Regel eine unterschiedliche Mutation auf (Komplexe Heterozygotie).

## Häufigkeit
Durch die rezessive Vererbung tritt die Knorpel-Haar-Hypoplasie in bestimmten isolierten Gemeinschaften besonders gehäuft auf. Bei den Amischen alter Ordnung gibt es eine Inzidenz von 1–2:1000, in Finnland 1:23 000. Damit ist die Knorpel-Haar-Hypoplasie eine der häufigsten Kleinwuchsformen in Finnland. In anderen Nationen werden eher Fallzahlen im niedrigen zweistelligen Bereich berichtet, was einer Häufigkeit von unter 1:1 000 000 entspricht.